# Le finestre di fronte
Le finestre di fronte è un romanzo di Georges Simenon, titolo originale Les Gens d'en face, pubblicato nel 1933 su "Les Annales" dal 1º settembre al 13 ottobre (in 7 puntate), e in volume da Arthème Fayard.
Nella primavera del 1933 Simenon fece un viaggio in URSS, intorno al Mar Nero, durante il quale risiedette otto giorni a Odessa. Accompagnato da una guida, Sonia (stesso nome della segretaria del console turco protagonista del romanzo), ebbe modo di rendersi conto dello stato in cui si era ridotta la città per la recente carestia. Visitò anche la Georgia e ritornò in Francia attraverso Istanbul. Appena rientrato a casa, a Marsilly (Charente Marittima), durante l'estate, scrisse il romanzo e quindi l'inchiesta-reportage "Peuples qui ont faim" (gente che ha fame) pubblicata poi su "Le Jour" dal 4 aprile all'8 maggio (23 articoli) 1934.

## Trama
Adil Bey è il nuovo console turco di stanza nella città portuale di Batumi sul Mar Nero, in una giovane Unione Sovietica alla fine degli anni 1920. L'uomo che è stato chiamato dopo la morte improvvisa del console precedente, si trova in una città portuale cosmopolita del Caucaso - immersa nella cultura turca, persiana e russa - dove la gente vive in povertà, nonostante la ricchezza petrolifera della repubblica sovietica di Adjara gestita dalla Standard Oil americana. Il console frequenta gli ambienti diplomatici della città per capire la burocrazia sovietica. Non parla russo, e dipende da Sonia, la sua giovane segretaria ed interprete assegnata dal consolato, che lo assiste in tutto, e che vive con sua sorella e suo fratello, un membro del GPU, nell'appartamento di fronte al suo al di là della strada.
L'ossessione per la presenza di Sonia si riflette sia sul suo lavoro che sulla sua salute. L'uomo diventa geloso delle attività della sua giovane segretaria fuori dell'orario d'ufficio. Adil Bey finisce facilmente per averla, ma in lui nasce il dubbio che l'evoluzione carnale del loro rapporto sia parte di un ruolo oscuro che è stato designato alla giovane. I dubbi diventano sempre più opprimenti. Non solo è convinto che lei abbia denunciato un trafficante russo-turco che lui aveva ricevuto in sua presenza, ma il suo stato permanente di stanchezza e la sua salute che si deteriora sempre più lo fanno sospettare un lento avvelenamento.
Sonia finisce per confessare di essere una spia e di star cercando di avvelenare l'uomo, come aveva già fatto con il suo predecessore. La donna è guidata dall'indottrinamento ricevuto, ma anche da un profondo senso di odio e invidia nei confronti di ciò che il console rappresenta. La verità è rivelata, ma Adil Bey invece di accusare l'amante, si sente più vicino che mai a lei. L'uomo propone di fuggire illegalmente dall'URSS. Progetta di partire con lei la sera stessa su una nave da carico belga, ma Sonia scompare. Adil Bey ottiene un valido passaporto dalle autorità sovietiche e cerca invano di avere notizie della sua segretaria. La notte, si imbarca da solo e apprende che Sonia probabilmente è stata denunciata e fucilata.

## Adattamenti cinematografici e televisivi
- Les Gens d'en face, 1993, regia televisiva di Jesús Garay[1]
- Simenon et les gens d'en face (2003), inchiesta per ARTE, RTC-Télé Liège e RTBF, regia di Jean-Claude Riga e Léon Michaux[2]

## Edizioni italiane
- Quelli di fronte, trad. di Egidio Bianchetti, in Il super-romanzo delle vacanze, Milano: Mondadori, 1934.
- Le finestre di fronte, trad. di Paola Zallio Messori, Milano: Adelphi ("Biblioteca Adelphi", n. 159), 1985; Milano: Bompiani ("Tascabili", n. 491), 1989; Milano: Adelphi ("gli Adelphi", n. 205), 2002.